# Галфпорт (Флорида)
Галфпорт (англ. Gulfport в буквальном переводе «порт у залива») — город районного значения в округе Пинеллас, штат Флорида, США. Расположен на берегу Мексиканского залива. Галфпорт известен под несколькими именами с момента своего основания. Город был первоначально назван «Дисстон Сити» в 1884 году, когда Гамильтон Дисстон приобрел землю в этом районе. Потом переназвали Бонифачио и в 1890 году название города было изменено на «Ветеран Сити». В 1910 году название официально изменилось на «Галфпорт».

## География и климат
Климат Галфпорта влажный субтропический, сильно смягчаемый Мексиканским заливом. Зимы короткие и обычно теплые, изредка случаются кратковременные похолодания. Лето обычно длится долго, и оно жаркое и влажное. Жара, однако, смягчается близостью города к Мексиканскому заливу. Галфпорт подвержен тропическим штормам, приходящим с Мексиканского залива.

## Население
Население города по данным переписи 2000 г. составляло 12,527 тыс. человек, из которых 89,40 % — белые американцы, 7,06 % — негры, 0,5 % — азиаты , 0,05 % — русские, 0,78 % заявили о своей принадлежности к другим расам, и 1,75 % о том, что имеют 2 или более расовых принадлежности. 3,47 % населения, независимо от расы охарактеризовали себя как испаноязычные латиноамериканцы.
Русские здесь проживают с 1948 года. В основном пенсионеры. В 1973 году, господин Павел Кузнецов, подарил свой дом к русскому общество и святого Андрея Стратилата церковь (РПЦЗ). С тех пор дом и организация называется Русский Американский Клуб — Санкт Питербурга.
В 1980 году Конгресс русских американцев открыл своё отделение в Галфпорте.

## Галфпорт в кинематографе
- 1957 — The Strange One
- 1989 — Licence to Kill (Лицензия на убийство)
- 2012 — Spring Breakers (Отвязные каникулы)
- 2016 — Missing from Me
- 1982 — Porky’s (Порки) Режиссёр Боб Кларк основал фильм на реальных событиях в средней школе Boca Ciega в Галфпорт, Флорида

## Известные люди из Галфпорт, Флорида
- Боссон, Барбара, американская актриса.
- Бургин, Ричард, американский скрипач и дирижёр.
- Дементьев, Пётр Алексеевич, один из основателей города Сент-Питерсберга, штат Флорида США.
- Куровски, Агнес фон, медсестра, послужившая прообразом для Кэтрин Баркли в романе Эрнеста Хемингуэя.
- Посселт, Рут Пирс, американская скрипачка.
- Стариков, Евгений Валерьевич, американский футболист, русского происхождения.
- Штеппа, Константин Феодосьевич, Дочь Аглая, в замужестве Горман.